# فیتال فریم (فیلم)
فیتال فریم (به انگلیسی: Fatal Frame) عنوان یک فیلم وحشت ژاپنی به کارگردانی ماری آساتو و هنرنمایی آیامی ناکاجو و آئوی موریکاوا است. خبر ساخت فیلم در ۱۵ ژوئیه ۲۰۱۴ و در وبگاه ژاپنی نیکونیکو رونمایی شد. این فیلم براساس رمانی به قلم ایجی اوتسوکا از مجموعه بازی‌های ویدئویی فیتال فریم ساخته شده است. فیتال فریم در ۲۶ سپتامبر ۲۰۱۴ به نمایش در آمد.